# Corps expéditionnaire syrien durant la deuxième guerre du Golfe
Pour les articles homonymes, voir Corps expéditionnaire.

Mouvement des unités dans l'opération Desert Storm

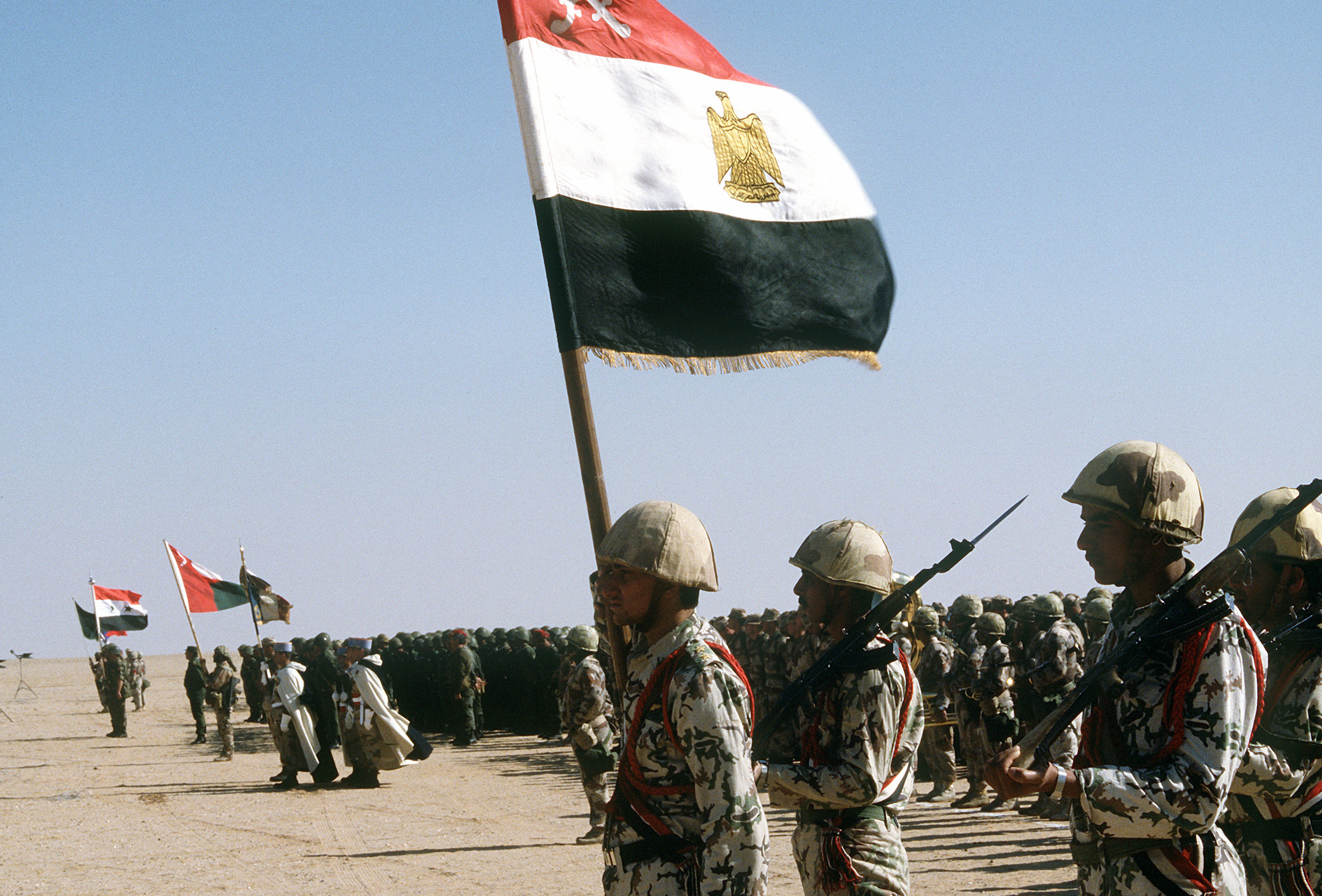
Forces égyptiennes, françaises, syriennes, omanaises et koweïtiennes lors d'une revue le 8 mars 1991 après la victoire.

Le corps expéditionnaire syrien envoyé pendant la seconde guerre du golfe fut déployé à la suite du sommet de la Ligue arabe au Caire du 10 août 1990 où l'Irak est condamné pour son invasion du Koweït.
La ligue approuve l'envoi de troupes arabes ainsi que le déploiement des forces américaines.
Les forces armées syriennes sont engagées dans le cadre de l'opération Bouclier du désert.
L'opération Tempête du désert verra, à partir du 24 février 1991, quatre jours d'offensive terrestre balayant l'armée irakienne et libérant le Koweït.

## Composition
Au premier jour de l'offensive alliée le 16 janvier 1991, il était composé de la 9e division blindée syrienne et d'un régiment de forces spéciales de ce pays et comprenait 21 000 militaires de l'armée syrienne sur place équipé de 300 chars T-62 accompagnant environ 400 000 militaires des forces armées des États-Unis, 100 000 de l'armée saoudienne, 28 000 de l'armée britannique, 19 000 de l'armée égyptienne, 18 000 de l'armée française et des forces de dizaines d'autres nations.

## Historique
Au sein des contingents arabes sur la frontière koweïto-saoudienne, avec à sa gauche le corps égyptien, il composait avec celui-ci le Joint Force Command-North.
En face des premières lignes se trouvaient les 6e et 10e divisions d’infanterie  de l'armée irakienne. Dès le 19 janvier, des déserteurs irakiens se rendent.
Pour conforter au sein de l’état-major irakien l’idée d’une attaque principale frontale et amphibie, le général Norman Schwarzkopf décida d’envoyer le Joint Force Command North à l’assaut de la frontière.
Le 24 février 1991, à 4 heures du matin alors, alors que les forces panarabes franchissent la frontière koweïtienne, il a été gardé en réserve sans combattre, son matériel trop proche de celui des Irakiens aurait créé trop de risques de tir ami et il n'est pas certain que le gouvernement syrien ait autorisé son emploi pour autre chose que la défense de l'Arabie saoudite.
Les pertes des États arabes durant ce conflit serait, selon CNN, de 37 morts (en excluant le Koweït) (18 Saoudiens, 10 Égyptiens, 6 Émiratis et 3 Syriens) mais d'autres articles annoncent 2 morts Égyptiens et 2 Syriens tandis qu'un Koweïtien est mort durant l'offensive.

## Source
- Magazines Raids de 1991